# Mount Baloy
De Baloy is een berg in het centrale gebergte in het westen van het Filipijnse eiland Panay. De berg is met zijn hoogte van 1909 meter niet de hoogste van het eiland; dat is de noordelijker gelegen Madia-as (2117 m). De berg heeft twee toppen die met een rug verbonden zijn: Baloy Gamay (de 'kleine Baloy') en de Baloy Daku (de 'grote Baloy').

## Beklimmingen
Door zijn dichte bossen en afgelegen plek is de berg moeilijk om te beklimmen.
De eerste succesvolle beklimming was in de vroege 90's door Iloilo Mountaineering Club. Daarvoor had The Antique Mountaineering Society twee keer gefaald om de berg te beklimmen.